# 어곡초등학교
어곡초등학교는 대한민국 경상남도 양산시 어곡동(경남 양산시 두전길 30-19)에 위치한 공립 초등학교이다. 원래 학동길10에 있었으나 현재는 산쪽으로 이전한 상태다.

## 연혁
- 1939.05.05 양산공립보통학교 부설 어곡간이학교로 인가
- 1944.04.10 북물금국민학교로 승격
- 1946.06.10 어곡국민학교로 개명
- 1947.09.10 화룡에서 현위치로 옮김
- 1993.10.10 3개교실 증축
- 2005.01.28 후관 5개 교실 증축
- 2005.03.01 도 지정 자율시범학교 운영
- 2006.03.01 도 지정 방과후시범학교 운영
- 2008.03.01 학습부진아 지역중심학교 운영
- 2009.03.01 도 지정 수학과연구학교 운영
- 2010.12.13 학교평가 최우수학교 선정
- 2010.12.15 학력향상 우수학교 선정
- 2011.03.01 지식경제부 한국 디자인교육 연구학교 운영
- 2012.02.18 제63회 졸업장 수여식 69명 졸업(총 2627명)
- 2012.03.01 도 지정 경남교육정책 특색과제 연구학교 운영
- 2014.03.01 도 지정 장학활동 연구(시범)학교 운영
- 2014.09.01 제32대 정복자 교장 취임
- 2015.02.17 제66회 졸업식 57명(총 2819명 졸업)
- 2015.03.01 도지정 디지털교과서 활용 연구학교 운영
- 2017  학교 이전